# Sugimura Haruko

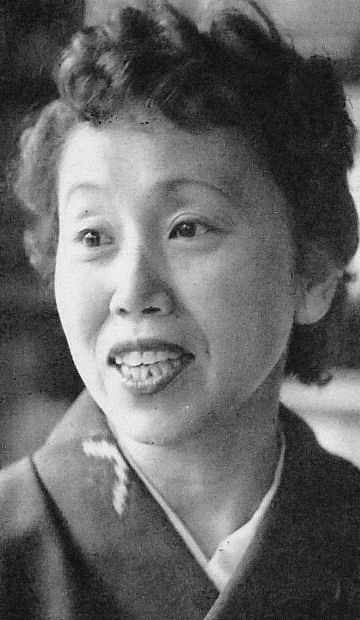
Sugimura Haruko, um 1953

Sugimura Haruko (japanisch 杉村 春子, wirklicher Name: Ishiyama Haruko (石山 春子); * 6. Januar 1909 in Hiroshima, Präfektur Hiroshima als Nakano Haruko (中野 春子); † 4. April 1997 in Bunkyō, Präfektur Tokio) war eine japanische Schauspielerin.

## Leben und Wirken
Sugimura begann ihre Laufbahn 1927 Theater Tsukiji Shōgekijō und war 1937 Gründungsmitglied des Bungaku-za. Von da an war sie nicht nur die führende Schauspielerin dieser Gruppe, sondern auch die führende Persönlichkeit des „Neuen Theaters“ (新劇; Shigeki).
Ihre populärste Rolle war die der Nunobiki Kei in Morimoto Kaorus 1945 entstandenem Theaterstück „Das Leben einer Frau“ (女の一生, Onna no isshō). Sie tourte mit dem Stück durch Japan und spielte die Rolle in mehreren Neuinszenierungen. 1953 war sie die erste Blanche DuBois in der japanischen Uraufführung von Tennessee Williams’ Endstation Sehnsucht. Zudem trat sie in ihrer fast 70 Jahre dauernden Laufbahn in mehr als 100 Film- und Fernsehproduktionen unter Regisseuren wie Ozu Yasujirō und Kobayashi Masaki auf.

## Auszeichnungen

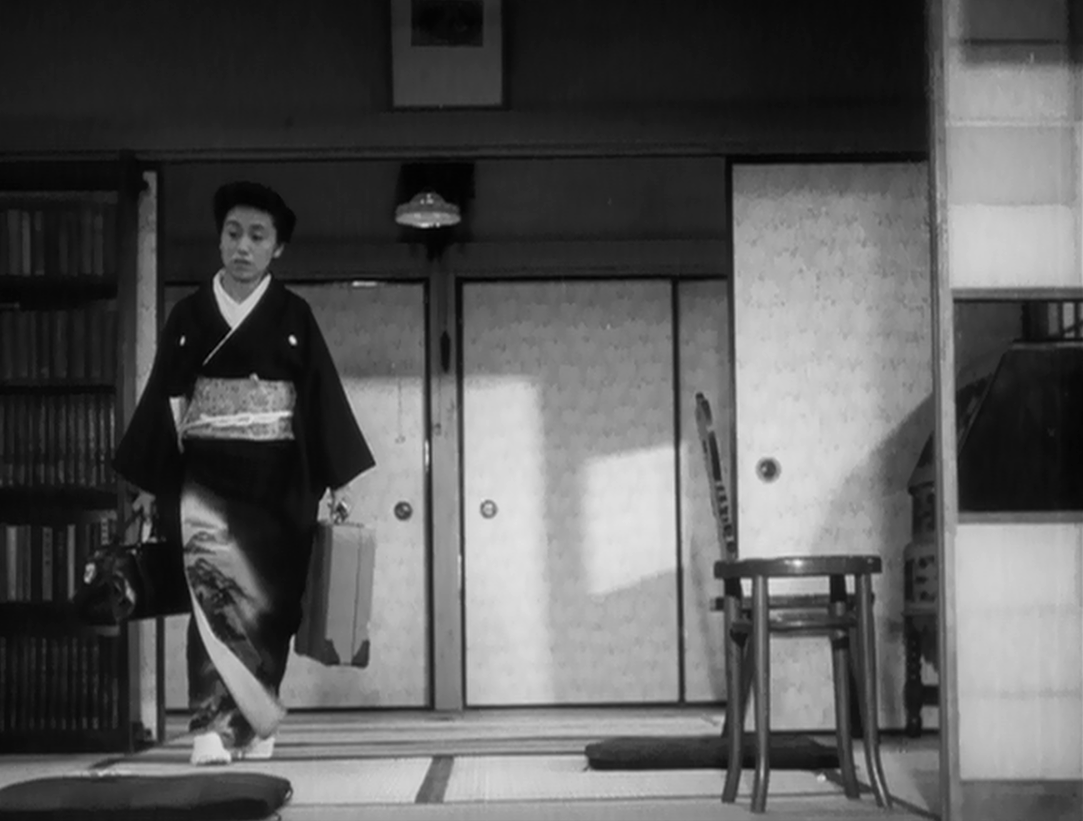
Sugimura 1949 in Später Frühling

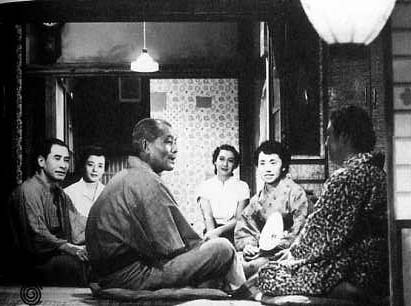
Sugimura 1953 in Die Reise nach Tokyo (2. von rechts)

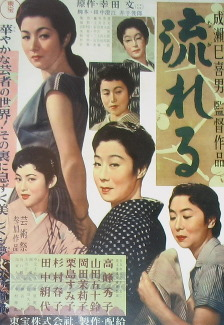
Filmposter zu Nagareru 1956

- 1948 Preis der Japanischen Akademie der Künste
- 1951 Blue Ribbon Award als Beste Nebendarstellerin
- 1953 Mainichi Eiga Concours als Beste Nebendarstellerin
- 1959 Kulturpreis des Senders NHK
- 1968 Asahi-Preis
- 1968 Mainichi-Kunstpreis
- 1974 Ernennung zur Person mit besonderen kulturellen Verdiensten
- 1988 Yamachi-Fumiko-Filmpreis
- 1991 Kinokuniya-Theater-Preis
- 1992 Ehrenbürgerin der Präfektur Tokio
- 1994 Großer Yomiuri Schauspielpreis
- 1995 Mainichi Eiga Concours als Beste Hauptdarstellerin
- 1995 Sonderpreis des Großen Preises der japanischen Filmkritiker
- 1995 Kulturorden, nicht angenommen

Quelle:

## Filmografie (Auswahl)
Filme unter Regisseur Ozu Yasujirō sind mit ◎ gekennzeichnet.
- 1940 Totsugu hi made (嫁ぐ日まで, Wedding Day)
- 1946 Kein Bedauern für meine Jugend
- 1949 Später Frühling ◎
- 1950 Mata au hi made (また逢う日まで, Until We Meet Again)
- 1950 Nippon senbotsu gakusei no shuki: Kike wadatsumi no koe (日本戦歿学生の手記　きけ、わだつみの声)
- 1951 Meshi (めし)
- 1951 Weizenherbst ◎
- 1953 Die Reise nach Tokyo ◎
- 1953 Nigorie
- 1954 Bangiku (晩菊, Late Chrysanthemums)
- 1955 Keisatsu Nikki (警察日記, Policeman’s Diary)
- 1956 Nagareru (流れる, Flowing)
- 1957 Tokio in der Dämmerung ◎
- 1959 Guten Morgen ◎
- 1959 Abschied in der Dämmerung ◎
- 1961 Der Herbst der Familie Kohayagawa ◎
- 1962 Ein Herbstnachmittag ◎
- 1964 Kwaidan
- 1965 Rotbart
- 1995 Gogo no Yuigon-jo (午後の遺言状, A Last Note)